# Buick Skylark
Pour les articles homonymes, voir Skylark.
La Buick Skylark est un modèle d'automobile introduit en 1953 pour le cinquantième anniversaire de la marque américaine Buick.

## Première génération (1953-1954)
Cette voiture faisait partie de la gamme Buick Roadmaster et était disponible uniquement en version décapotable, une seule Skylark 1953 hardtop a été produite. Les Skylark étaient le modèle de Buick le plus dispendieux cette année-là et coûtait 5 000 dollars. Tous les équipements qui étaient alors en option sur les autres modèles Buick étaient standards sur la Skylark, sauf la climatisation qui n'est pas apparue dans les Buick décapotables avant 1956. L'unique Skylark hardtop en était équipée.
L'équipement standard comprenait notamment : la direction et les freins assistés, la transmission automatique Twin Turbine Dynaflow, les vitres, antenne et siège à commande assistée, une radio AM avec recherche de stations, un système électrique de 12 V, des roues Kelsey-Hayes à rayons, un moteur V8 de 322 pouces cubes (ou « cubic inch », couramment abrégé en « ci ») de cylindrée d'une puissance de 188 ch avec un carburateur quatre-corps.
En 1954, La Skylark fut basée sur le modèle Century, plus petit mais possédant la plupart des caractéristiques du modèle 1953. Le moteur était le même mais un peu plus puissant dans sa version 1954 (200 ch).

## Seconde génération (1961-1963)
Après quelques années d'absence, le nom Skylark est réapparu en 1961 sur le modèle haut de gamme de la nouvelle voiture compacte de Buick, la Special. Cette voiture était monocoque et son moteur était le petit V8 215 ci (3,5 L) en aluminium de Buick qui fut plus tard vendu à Rover. En 1962, la voiture était presque inchangée mais le renfort central du toit fut éliminé pour faire un modèle hardtop. Une version décapotable est aussi apparue. Le modèle 1963 a subi une refonte esthétique mais gardait la même mécanique.
En 1964, la Skylark est devenue un peu plus grosse et elle était maintenant considérée comme une voiture de taille intermédiaire. Le V8 en aluminium de 215 ci des modèles 1961-1963 fut remplacé par un V6 en fonte de 225 ci et un V8 de 300 ci en fonte (avec têtes en aluminium en 1964 seulement). La carrosserie était maintenant montée sur un châssis indépendant, comme sur les autres modèles Buick, et la transmission utilisée était également nouvelle. En 1965, une version plus performante nommée « Gran Sport » utilisait un moteur V8 provenant du modèle Wildcat de 401 ci à la place des V6 Buick 225 ci et du petit V8 Buick 300 ci. En 1966, 1968 et 1970 la Skylark subit d'autres refontes esthétiques. Ce modèle fut remplacé par le modèle Century en 1973.

## Troisième génération (1964-1967)
La troisième génération de la Buick Skylark lancée de 1964 à 1967 monte en gamme intermédiaire. Elle existe aussi comme version de la quatrième mouture de la Buick Special.

## Quatrième génération (1968-1972)
La Skylark est apparue de 1968 à 1972. Ce modèle eu une grande amélioration de style, de puissance et aussi de diversité au niveau des versions disponibles.
Il y a d'abord eu la Skylark berline, sortie avec un moteur 6-cylindres, ou un 8-cylindres 350 avec carburateurs à deux ou quatre corps.
D'autres versions sont sorties, comme la Skylark quatre-portes hardtop principalement dotée elle aussi d'un moteur de 350 ci et d'une esthétique retouchée avec des moulures différentes. Cette version donne un look muscle car et luxueux au Skylark. Une version 2 portes avec hard top (donc un coupé 2 portes) est sortie avec des moteurs 350 ci ou 400 ci.

## Cinquième génération (1975-1979)
En 1975, Buick renomma « Skylark » les versions deux-portes de sa compacte Apollo. Le modèle quatre-portes est lui aussi devenu « Skylark » en 1975.

## Sixième génération (1980-1985)
Pour l'année modèle 1980, la Skylark est devenue un modèle à traction sur la plate-forme X, très avancée techniquement, qu'elle partage avec la Chevrolet Citation, la Pontiac Phoenix et l'Oldsmobile Omega. C'est une véritable révolution chez GM, les moteurs disponibles (un quatre-cylindres de 2,5 L de fabrication Pontiac ou un V6 de 2,8 L d'origine Chevrolet) sont montés transversalement. La boîte de vitesses est soit manuelle, soit automatique (TH 125). Les suspensions sont confiées à des ressorts hélicoïdaux.
La nouvelle venue, sortie en 1991 est une compacte (4,60 mètres) disponible en versions deux ou quatre-portes. Mais la ligne reste typiquement américaine, s'inspirant fortement des modèles dits « full size » de la marque, comme l'Electra. Sa ligne évoluera par quelques détails cosmétiques.
Sa faible consommation en fera une bonne affaire pour Buick, à l'époque du second choc pétrolier. Elle se vendra assez bien à l'export ; en Europe, elle connaitra un certain succès. Malgré tout, la Skylark souffre d'une finition assez sommaire. Les chiffres de ventes reculent les années suivantes. La plate-forme X sera conservée jusqu'en 1985, quand elle cédera sa place à la « N ».

## Septième génération (1986-1991)
La Skylark VII est sortie de 1986 à 1991.

## Huitième génération (1992-1998)
Puis la Skylark VIII est produite de 1991 à 1998.